# Forevermore (Album)
Forevermore ist das 2011 veröffentlichte elfte Studioalbum der britischen Hard-Rock-Band Whitesnake.

## Produktion
Das Album wurde 2010 in den Studios Casa Dala, Sherman Oaks, und den Entourage Studios, North Hollywood (Los Angeles, Kalifornien) sowie den Snakebyte Studios und den Grumblenott Studios & Villas (Lake Tahoe, Nevada) aufgenommen, wo Sänger David Coverdale zu dieser Zeit lebte. Er produzierte das Album selbst, gemeinsam mit Doug Aldrich und Michael McIntyre. Das Team nannte sich auf dem Vorgängeralbum Good to Be Bad „The Brutal Brothers“, auf diesem Album spanisch „Los Bros Brutalos“. Drei Singles wurden veröffentlicht, Love Will Set You Free, One of These Days und Easier Said Than Done. Im Anschluss daran startete die Forevermore World Tour 2011 mit Brian Ruedy (ehemals Korn) am Keyboard.

## Titelliste
Alle Lieder wurden von David Coverdale und Doug Aldrich geschrieben, sofern nicht anders vermerkt.
| Nr.         | Titel                        | Länge |
| ----------- | ---------------------------- | ----- |
| 1.          | „Steal Your Heart Away“      | 5:18  |
| 2.          | „All Out of Luck“            | 5:28  |
| 3.          | „Love Will Set You Free“     | 3:52  |
| 4.          | „Easier Said Than Done“      | 5:13  |
| 5.          | „Tell Me How“                | 4:41  |
| 6.          | „I Need You (Shine a Light)“ | 3:49  |
| 7.          | „One of These Days“          | 4:53  |
| 8.          | „Love and Treat Me Right“    | 4:14  |
| 9.          | „Dogs in the Street“         | 3:48  |
| 10.         | „Fare Thee Well“             | 5:18  |
| 11.         | „Whipping Boy Blues“         | 5:02  |
| 12.         | „My Evil Ways“               | 4:33  |
| 13.         | „Forevermore“                | 7:22  |
| Gesamtlänge | Gesamtlänge                  | 63:31 |

| Nr. | Titel                            | Länge |
| --- | -------------------------------- | ----- |
| 14. | „Whipping Boy Blues“ (Swamp mix) | 6:06  |

| Nr. | Titel                                      | Länge |
| --- | ------------------------------------------ | ----- |
| 14. | „Love Will Set You Free“ (Alternative mix) | 4:09  |
| 15. | „Forevermore“ (Acoustic version)           | 4:42  |
| 16. | „My Evil Ways“ (My Evil Drums Mix)         | 4:50  |

| Nr. | Titel                                      | Autor(en)                    | Länge |
| --- | ------------------------------------------ | ---------------------------- | ----- |
| 14. | „Slide It In“ (Live at Donington 1990)     | Coverdale                    | 5:05  |
| 15. | „Cheap an' Nasty“ (Live at Donington 1990) | Coverdale, Adrian Vandenberg | 4:33  |

| Nr. | Titel                                      | Länge |
| --- | ------------------------------------------ | ----- |
| 14. | „Love Will Set You Free“ (Alternative mix) | 4:09  |
| 15. | „Forevermore“ (Acoustic version)           | 4:42  |
| 16. | „Love Will Set You Free“ (Music video)     | 3:51  |

| Nr. | Titel                              | Länge |
| --- | ---------------------------------- | ----- |
| 14. | „My Evil Ways“ (My Evil Drums Mix) | 4:50  |

## Mitwirkende

### Whitesnake
- David Coverdale – lead and backing vocals
- Doug Aldrich – lead and rhythm guitars, backing vocals
- Reb Beach – lead and rhythm guitars, backing vocals
- Michael Devin – bass, backing vocals
- Brian Tichy – drums, percussion

### Gastmusiker
- Timothy Drury – keyboards
- Jasper Coverdale – backing vocals

### Produktion
- Produced, engineered and mixed by Los Bros Brutalos (David Coverdale, Doug Aldrich, Michael McIntyre)
- Mike Tacci – drums recording engineer
- Eric Astor – assistant engineer
- Dave Donnelly – mastering

## Rezeption

### Rezensionen
Thom Jurek von AllMusic schrieb: „The album's true highlight, however, is in the closing title track. Over seven minutes, it begins as an acoustic number before morphing into a stellar Whitesnake power ballad. After a two-and-a-half minute acoustic guitar/vocal intro, the band enters with a Kashmir-like chord sequence; they keep it slow but increase the drama; it eventually explodes into a bone crusher with killer guitar solos and a gorgeous melody. Forevermore, despite its tighter arrangements and more polished production (and Dogs in the Street, its lone loser cut) is Whitesnake at its Brit hard rock best.“ Er wertete mit dreieinhalb von fünf Sternen.

### Charts und Chartplatzierungen
| ChartsChartplatzierungen       | Höchstplatzierung | Wochen |
| ------------------------------ | ----------------- | ------ |
| Deutschland (GfK)              | 16 (4 Wo.)        | 4      |
| Österreich (Ö3)                | 27 (2 Wo.)        | 2      |
| Schweiz (IFPI)                 | 17 (7 Wo.)        | 7      |
| Vereinigtes Königreich (OCC)   | 33 (1 Wo.)        | 1      |
| Vereinigte Staaten (Billboard) | 49 (2 Wo.)        | 2      |